# Is This Thing Cursed?
Is This Thing Cursed? è il nono album in studio del gruppo musicale statunitense Alkaline Trio, pubblicato il 31 agosto 2018 con Epitaph Records. Prodotto e mixato da Cameron Webb, l'album è stato annunciato insieme all'uscita del singolo principale, Blackbird.
È la loro prima uscita dal 2013 My Shame Is True, con il suo distacco di cinque anni, il più lungo tra gli album in studio.
Il cantante e bassista Dan Andriano ha paragonato il processo di registrazione a quello dei primi anni della band, "il processo di songwriting è quasi come quello di un giorno, scriveremo una canzone, ne saremo entusiasti e poi andremo avanti. Abbiamo scritto in quello spirito in studio, mi sento davvero come se avessimo fatto un disco che i fan della vecchia scuola avrebbero inciso". La band ha anche paragonato Is This Thing Cursed al loro secondo album, Maybe I'll Catch Fire.
Temi e argomenti trattati nell'album comprendono la depressione, le elezioni presidenziali del 2016, il nastro Access Hollywood, la città natale della band di Chicago, e il Fyre Festival che il vocalist e chitarrista Matt Skiba è stato messo in risalto con i Blink-182, ma cancellato.
L'album ha ricevuto diverse recensioni positive. AllMusic ha scritto: "Rievocando lo spirito delle registrazioni precedenti, i sostenitori del punk di Chicago Alkaline Trio perfezionano quei ruvidi margini di giovanile disordine e raggiungono senza sforzo il loro nono album. Is This Thing Cursed? vola con le armonie di marchio di Matt Skiba e Dan Andriano, scoppiettando con un'energia che ricorda i picchi del passato...".

## Tracce
1. Is This Thing Cursed? – 2:43
2. Blackbird – 3:20
3. Demon and Division – 3:16
4. Little Help? – 2:23
5. I Can't Believe – 4:01
6. Sweet Vampires – 3:23
7. Pale Blue Ribbon – 2:00
8. Goodbye Fire Island – 3:31
9. Stay – 3:29
10. Heart Attacks – 2:20
11. Worn So Thin – 2:35
12. Throw Me to the Lions – 3:18
13. Krystalline – 3:29